# Asko Sahlberg
Asko Sahlberg (* 30. září 1964 Heinola) je současný finský spisovatel.

## České překlady
- Pírko (Höyhen, 2002, česky 2005 v překladu Vladimíra Piskoře, ISBN 80-86515-58-3)